# Tyabb
Tyabb est une ville au sud-est de Melbourne en Victoria (Australie). Sa zone d'administration locale est le Comté de la péninsule Mornington.

## Histoire
Le bureau de poste a ouvert le 9 mars 1891 peu après l'arrivée du train en 1889.

## Géographie
La ville se trouve à 38° 15′ 32″ S, 145° 11′ 20″ E.
|                   | Nord : Somerville |                    |
| Ouest : Moorooduc | Tyabb             | Est : Western Port |
|                   | Sud: Hastings     |                    |